# Темпіо-Паузанія
Темпіо-Паузанія (італ. Tempio Pausania, сард. Tèmpiu, вен. Tenpio Pausania) — муніципалітет в Італії, у регіоні Сардинія, провінція Сассарі. До 2016 року муніципалітет належав до провінції Ольбія-Темпіо і був однією з двох її столиць.

Темпіо-Паузанія розташоване на відстані близько 310 км на захід від Рима, 190 км на північ від Кальярі, 34 км на захід від Ольбії.
Населення — 14 342 особи (2014).

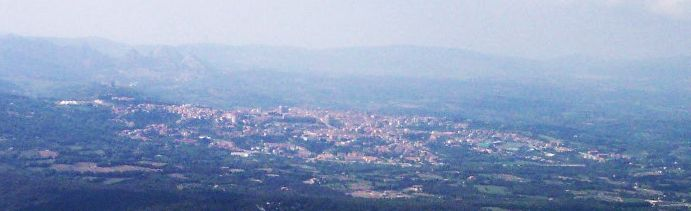

Щорічний фестиваль відбувається 30 серпня. Покровитель — святий Павло Eremita.

## Демографія
Населення за роками:

Станом на 1 січня 2023 року в муніципалітеті офіційно проживало 397 іноземців з 44 країн, серед них 195 громадян країн Євросоюзу та 14 громадян України.

## Відомі особистості
В поселенні народився:
- Ґавіно Ґабріель (1881—1980) —  італійський музикознавець, композитор, публіцист.

## Сусідні муніципалітети
- Аджус
- Альєнту
- Арцакена
- Беркідда
- Бортіджадас
- Каланджанус
- Ерула
- Луогозанто
- Лурас
- Оскірі
- Палау
- Перфугас
- Санта-Тереза-Галлура
- Тула